# 斯普鲁恩斯级驱逐舰
史普魯恩斯級驅逐艦（英語：Spruance-class destroyer）是美國海軍已除役的多用途驅逐艦，于1970年代初期開始建造，是当时美国海军主力的驅逐艦，以海军将领斯普鲁恩斯命名。共建造共31艘，替换建造於二战時代的大量艾倫·M·桑拿級（Allen M. Sumner-class）和基靈級（Gearing-class）。在服役近30年間，史普魯恩斯級擔負了美国海军航空母舰战斗群的反潜主力。同級艦中自美國海軍除役的最後一艘，是於2005年時除役的歐班農號（USS O'Bannon DD-987）。2003年除役的保羅·F·福斯特號（USS Paul F. Foster DD-964）目前做為自衛系統實驗艦運作，但是採用自動駕駛，無編制人員。

## 簡介
美國海軍研製汰換二戰驅逐艦的計畫自1959年開始，最初命名為海鷹計畫，1965年起始正式提出，預定自1970年代起服役一款新型驅逐艦。然而，海鷹計畫在1966年遭美國國防部長羅伯特·麥克納馬拉取消，取而代之的方案稱之為DX/DXG構想；DX艦是用以取代二戰大規模量產的反潛驅逐艦，DXG艦則是為因應日趨強化的蘇聯空中武力而構思的新型防空艦。按照美國國防部構想，新型艦將在1969年至1974年生產，DX將生產75艘、DXG將生產18艘，總價24億美金；之所以同時概述兩種艦級，歸因於麥納瑪拉提出了艦體「模組化」構想，認為可使用單一船模，搭配不同武器成為不同取向的艦種，藉以減少成本開銷。除此之外，美國國防部為樽節造艦成本還主張使用總包價法（贏者全拿）。
在美國政府提出相關構想後，造船廠商均躍躍欲試；1968年開標時，包括紐波特紐斯造船公司、埃文代爾造船廠、巴斯鋼鐵廠、陶德造船廠、通用動力造船、英戈爾斯造船廠等知名廠商都加入競標，最後在1970年6月23日由英格斯造船廠得標30艘DX艦興建權。英格斯除了艦體建造，也擔負武器系統採購規劃。然而總包採購並沒有如麥納瑪拉想得如此美好，史普魯恩斯級興建過程受到不熟練工人及造艦技術的影響，最終仍走向以往軍事採購經常出現的預算超支、交艦延宕現象。

## 同級艦[1]
| 舷號   | 艦名            | 服役日期       | 退役日期       |
| ------ | --------------- | -------------- | -------------- |
| DD-963 | 斯普魯恩斯號    | 1975年9月20日  | 2005年3月23日  |
| DD-964 | 保羅·F·福斯特號 | 1976年2月21日  | 2003年3月27日  |
| DD-965 | 金凱德號        | 1976年7月10日  | 2003年1月7日   |
| DD-966 | 休伊特號        | 1976年9月25日  | 2001年7月19日  |
| DD-967 | 艾略特號        | 1977年1月22日  | 2003年12月2日  |
| DD-968 | 亞瑟·W·拉德福號 | 1977年4月16日  | 2003年3月18日  |
| DD-969 | 彼得森號        | 1977年7月9日   | 2002年10月4日  |
| DD-970 | 卡隆號          | 1977年10月1日  | 2001年10月15日 |
| DD-971 | 大衛·R·雷號     | 1977年11月19日 | 2002年2月28日  |
| DD-972 | 奧登道夫號      | 1978年3月4日   | 2003年6月20日  |
| DD-973 | 約翰·楊號       | 1978年5月20日  | 2002年9月30日  |
| DD-974 | 德格拉斯伯爵號  | 1978年8月5日   | 1998年6月5日   |
| DD-975 | 奧拜恩號        | 1977年12月3日  | 2004年9月24日  |
| DD-976 | 梅里爾號        | 1978年3月11日  | 1998年3月26日  |
| DD-977 | 布里斯科號      | 1978年6月3日   | 2003年10月2日  |
| DD-978 | 史坦普號        | 1978年8月19日  | 2004年10月22日 |
| DD-979 | 康路尼號        | 1978年10月14日 | 1998年9月18日  |
| DD-980 | 穆斯布魯格號    | 1978年12月16日 | 2000年12月15日 |
| DD-981 | 約翰·漢考克號   | 1979年3月10日  | 2000年10月16日 |
| DD-982 | 聶高信號        | 1979年5月12日  | 2002年12月20日 |
| DD-983 | 約翰·羅傑斯號   | 1979年7月14日  | 1998年9月4日   |
| DD-984 | 萊夫域治號      | 1979年8月25日  | 1998年3月27日  |
| DD-985 | 顧盛號          | 1979年9月21日  | 2005年9月21日  |
| DD-986 | 哈利·W·希爾號   | 1979年11月17日 | 1998年5月29日  |
| DD-987 | 歐班農號        | 1979年12月15日 | 2005年8月19日  |
| DD-988 | 托恩號          | 1980年2月16日  | 2004年8月25日  |
| DD-989 | 戴約號          | 1980年3月22日  | 2003年11月6日  |
| DD-990 | 英格索爾號      | 1980年4月12日  | 1998年7月24日  |
| DD-991 | 法夫號          | 1980年5月31日  | 2003年2月28日  |
| DD-992 | 佛萊契爾號      | 1980年7月12日  | 2004年10月1日  |
| DD-997 | 海勒號          | 1983年3月5日   | 2003年8月25日  |

## 相關連結
- 美國海軍艦艇列表
- 提康德羅加級飛彈巡洋艦
- 紀德級驅逐艦
- 阿利·伯克級驅逐艦
- 英戈爾斯造船廠